# Friedrich Johannes Perthes

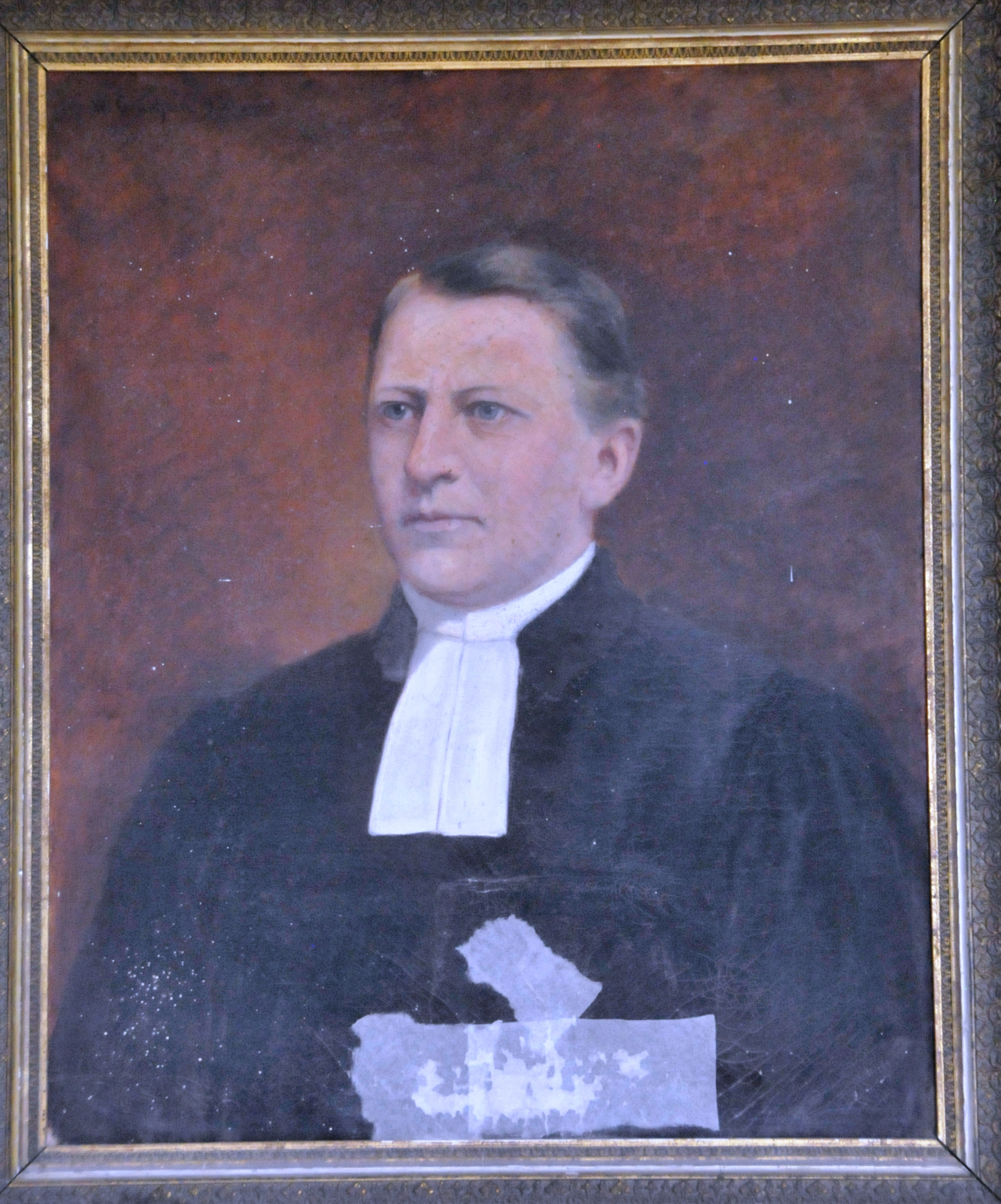
Friedrich Johannes Perthes, Porträt in der Friedenskirche Bienstädt

Friedrich Johannes Perthes (* 12. Dezember 1841 in Hamburg-Moorburg; † 1. Oktober 1907 in Gotha) war ein deutscher evangelisch-lutherischer Geistlicher und Heimatforscher.

## Leben
Friedrich Johannes Perthes stammte aus der Verlegerfamilie Perthes. Er war der einzige überlebende Sohn des Pastors Friedrich Matthias Perthes und dessen Ehefrau Mariane, geb. Plessing. Friedrich Christoph Perthes war sein Großvater, Matthias Claudius sein Urgroßvater.
Er besuchte das Gymnasium Ernestinum Gotha bis zum Abitur Ostern 1862 und studierte Evangelische Theologie an den Universitäten Bonn, Tübingen und Berlin. Nach seinem Examen war er zunächst, wie damals üblich, als Hauslehrer in Mecklenburg tätig. 1867 wurde er in Gotha ordiniert. Seine erste Stelle war als Vikar in Molschleben. 1869 wechselte er nach Gräfenhain (Ohrdruf). 1870 wurde er Pastor an der Friedenskirche in Bienstädt und 1890 in Hörselgau. Wegen eines „Herz- und Halsleidens“ wurde er zum 1. Juli 1907 pensioniert. Dabei erhielt er wegen seiner Verdienste „in der Gesangbuchsfrage und in der Quellenforschung der Reformationsgeschichte“ den Titel Kirchenrat. Er starb nur drei Monate später in Gotha.
Perthes war ein aktives Mitglied im Verein für Gothaische Geschichte und Altertumsforschung und veröffentlichte mehrere Artikel zur Kirchengeschichte.
Er war seit 1883 verheiratet mit Emma Henriette Julie Marie, geb. Varnhagen (* 1859). Das Paar hatte zwei ledig gebliebene Kinder, so dass diese Linie der Familie Perthes erloschen ist.